# Callicore
A Callicore a rovarok (Insecta) osztályának a lepkék (Lepidoptera) rendjéhez, ezen belül a tarkalepkefélék (Nymphalidae) családjához tartozó Biblidinae alcsalád egyik neme.

## Rendszerezés
A nembe az alábbi fajok tartoznak:
- Callicore hydaspes
- Callicore aegina
- Callicore mengeli
- Callicore lyca
- Callicore mionina
- Callicore brome
- Callicore transversa
- Callicore maronensis
- Callicore atacama
- Callicore hesperis
- Callicore cajetani
- Callicore felderi
- Callicore faustina
- Callicore pygas
- Callicore eucale
- Callicore aphidna
- Callicore hydamis
- Callicore tolima
- Callicore eunomia
- Callicore hystaspes
- Callicore discrepans
- Callicore denina
- Callicore chimana
- Callicore platytaenia
- Callicore guatemalena
- Callicore pacifica
- Callicore peralta
- Callicore levi
- Callicore texa
- Callicore maximilla
- Callicore maimuna
- Callicore cynosura
- Callicore astarte
- Callicore selima
- Callicore excelsior
- Callicore michaeli
- Callicore coruscans
- Callicore pastazza
- Callicore patelina
- Callicore casta
- Callicore arirambae
- Callicore sorana
- Callicore oculata
- Callicore ines
- Callicore pitheas
- Callicore cyclops
- Callicore codomannus
- Callicore cynosaura
- Callicore aretas
- Callicore lepta

## Fordítás
- Ez a szócikk részben vagy egészben  a   Callicore című angol Wikipédia-szócikk fordításán alapul.  Az eredeti cikk szerkesztőit annak laptörténete sorolja fel. Ez a jelzés csupán a megfogalmazás eredetét és a szerzői jogokat jelzi, nem szolgál a cikkben szereplő információk forrásmegjelöléseként.

## Külső hivatkozás
- Callicore
- Tolweb.org Archiválva 2008. október 24-i dátummal a Wayback Machine-ben